# IC 4203
IC 4203 је појединачна звијезда у сазвјежђу Ловачки пси која се налази на листи објеката дубоког неба у Индекс каталогу.
Деклинација објекта је + 40° 25' 40" а ректасцензија 13h 8m 18,9s.